# Fátima (Córdoba)
Fátima es un barrio de la ciudad de Córdoba (España), perteneciente al Distrito Levante. Está situado en zona noroeste del distrito. Limita al norte con el polígono industrial de Pedroches, del que lo separa una vía férrea; al sur, con los barrios de Levante, Sagunto y Fuensantilla-Edisol, al oeste, con el barrio de Zumbacón-Gavilán; y al este, con terrenos no urbanizados.